# Fudbalski klub Milicionar
Il Fudbalski klub Milicionar (in cirillico Фудбалски клуб Милиционар), conosciuto semplicemente come Milicionar, era una squadra di calcio di Čukarica, una delle 17 municipalità che costituiscono la città di Belgrado (Serbia). Era la squadra del ministero dell'interno serbo
Il club è stato sciolto nel 2001 ed allora il ministero ha creato un'altra squadra chiamata FK 13. maj, poi ribattezzata FK Policajac, che milita nei campionati minori.

## Storia
La squadra viene fondata nel 1946 come FK Milicionar (miliziano) su iniziativa degli amanti del calcio all'interno della polizia di Belgrado, infatti spesso i calciatori che militano in questo club sono membri del ministero degli interni. Il colore sociale è il blu, ma negli ultimi tempi il rosso e l'arancione sono usati come colori di riserva.
Fino al 1997 non gareggia in tornei federali, nella stagione 1997–98 vince il girone Est della Druga liga e ottiene la promozione nella massima divisione. Nella Prva liga rimane per tre stagioni, nel 2000–01 finisce in fondo alla classifica e retrocede. Nell'estate 2001 si fonde col Radnički Obrenovac; in realtà gli cede il titolo sportivo e cessa di esistere.
Il ministero dell'interno forma un altro club, il FK 13. maj (era la data festa della polizia), che successivamente diventa FK Policajac (poliziotto). Cessa l'attività nel 2016, quando stava militando in Prva Beogradska liga, quinto livello della piramide calcistica serba.

### Cronistoria
| Stagione | Campionato  | Campionato | Campionato | Campionato | Coppa      |
| Stagione | Categoria   | Liv.       | Posizione  | Verdetti   | Coppa      |
| -------- | ----------- | ---------- | ---------- | ---------- | ---------- |
| 1997–98  | 2. liga Est | II         | 1º su 18   | Promosso   |            |
| 1998–99  | 1. liga     | I          | 11º su 18  |            |            |
| 1999–00  | 1. liga     | I          | 15º su 21  |            | Semifinali |
| 2000–01  | 1. liga     | I          | 18º su 18  | Retrocede  | Ottavi     |

## Stadio
Lo Sportski centar Ministarstva unutrašnjih poslova Makiš (centro sportivo del ministero dell'interno Makiš) è il campo di gioco del Milicionar prima e del Policajac poi. Makiš è il nome della foresta e del quartiere ove si trova l'impianto, dotato di 4000 posti.

## Vecchie glorie

### Giocatori
- Milivoje Ćirković
- Oliver Kovačević
- Nikola Lazetić
- Ivan Gvozdenović
- Ivan Ranđelović
- Zoran Urumov
- Vlado Šmit
- Konstantin Ognjanović
- Siniša Mulina
- Darko Spalević
- Jovan Beleslin

### Allenatori
- Stanislav Karasi
- Slaviša Božičić
- Zoran Milić

## Palmarès

### Competizioni nazionali
- Druga liga SR Jugoslavije: 1

1997-1998 (girone Est)

### Altri piazzamenti
- Coppa di Serbia e Montenegro:

Semifinalista: 1999-2000